# Meilifeilong
Meilifeilong is een geslacht van pterosauriërs, behorend tot de Pterodactyloidea, dat tijdens het vroege Krijt leefde in het gebied van het huidige China. Twee benoemde soorten zijn Meilifeilong youhao en Meilifeilong sanyainus.

## Naamgeving
Bij Xiaotaizi in Liaoning werd het skelet gevonden van een pterosauriër. Het werd geprepareerd door Xiang L.
In 2023 werd de typesoort Meilifeilong youhao benoemd en beschreven door Wang Xiaolin, Alexander Wilhelm Armin Kellner, Jiang Shunxing, Chen He, Fabiana R. Costa, Cheng Xin, Zhang Xinjun, Bruno C. Vila Nova, Diogenes de Almeida Campos, Juliana M. Sayão, Taissa Rodrigues, Renan A.M. Bantim, Antônio A.F. Saraiva en Zhou Zhonghe. De geslachtsnaam is afgeleid van het Chinees meili, "schoon", fei, "vliegen" en long, "draak", en verwijst naar de uitstekende preservering van het holotype, het meest volledige en best bewaarde chaoyangopteride exemplaar dat in 2023 bekend was. De soortaanduiding betekent "vriendschap" in het Chinees, een verwijzing naar de samenwerking tussen Braziliaanse en Chinese paleontologische teams sinds 2003.
Het holotype IVPP V 16059 is gevonden in een laag van de Jiufotangformatie die dateert uit het Barremien-Aptien. Het bestaat uit een vrijwel volledig skelet met schedel, platgedrukt op een enkele plaat. Het ligt grotendeels in verband, alleen heeft het onderlichaam losgelaten van het bovenlichaam. Toegewezen is specimen IVPP V 17955, een snuit.
Tegelijkertijd werd de soort Shenzhoupterus sanyainus overgeheveld naar Meilifeilong als een Meilifeilong sanyainus. Men was al van plan geweest het materiaal daarvan bij Meilifeilong onder te brengen maar Shenzhoupterus sanyainus werd benoemd nog voor de eerste versie van het artikel kon worden gepubliceerd. Het holotype daarvan is het skelet met schedel DB0233.

## Beschrijving

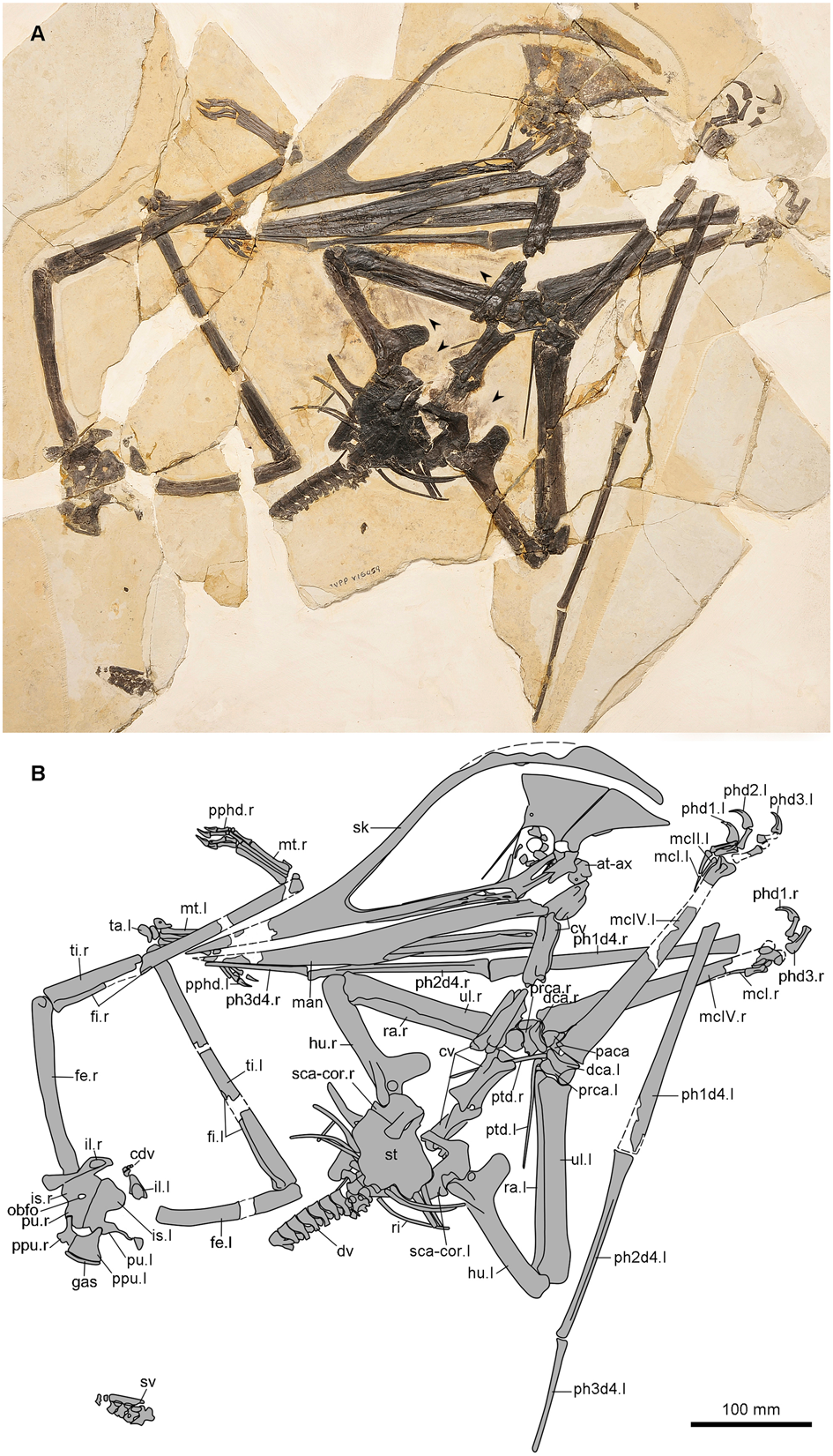
IVPP V 61059

Beide soorten hebben ongeveer dezelfde vleugelspanwijdte: IVPP V 16059 heeft een vlucht van 216 centimeter, DB0233 van 218 centimeter.
Bij Meilifeilong youhao zijn verschillende onderscheidende kenmerken vastgesteld. Twee daarvan zijn autapomorfieën, unieke afgeleide eigenschappen. Het gewrichtsvlak op het borstbeen met het ravenbeksbeen is licht bol. De schacht van het kuitbeen is dicht bij het bovenste gewricht sterk naar achteren gericht.
Er zijn ook verschillen met Meilifeilong sanyainus. De achterste tak van de pramaxilla is meer gewelfd. Bij het jukbeen maken de takken naar het traanbeen en naar het postorbitale een kleinere hoek van ~45° in plaats van ~55°. De symfyse van de onderkaken, hun vrtoorste vergroeiingsvlak, is hoger. De vijfde halswervel is leis langer dan de vierde. Het rechthoekige borstbeen is breder dan lang in plaats van vierkant. Het schouderblad is langer ten opzichte van het ravenbeksbeen. Het derde en vierde middenvoetsbeen zijn korter dan het eerste en tweede middenvoetsbeen.
De schedel heeft een lengte van 345 millimeter. De snuit is relatief kort en taps toelopend. Naar achteren gaat het profiel van de praemaxillae over in een hoge dunne bolle schedelkam die tot achter het achterhoofd reikt. Daarop staat een evenwijdige kam gevormd door de voorhoofdsbeenderen en wandbeenderen, naar achteren eindigend in een lange punt. De kaken zijn tandeloos.

## Fylogenie
Meilifeilong werd in de Chaoyangopteridae geplaatst.